# M2000
M2000 – południowoafrykański pocisk odłamkowo-burzący kalibru 155 mm produkowany przez firmę Denel.

## Dane taktyczno-techniczne
- Kaliber: 155 mm
- Długość: 
  - 783 mm (bez zapalnika)
  - ok. 880 mm (z zapalnikiem)
- Masa: 43,4 kg
- Masa materiału wybuchowego: 8,3 kg
- Donośność: 30 000 m (lufa L/52)